# Omar Alderete
Omar Alderete (Ciudad del Este, 26 de diciembre de 1996) es un futbolista paraguayo que juega como defensor en el Sunderland A. F. C. de la Premier League. Es internacional absoluto con la selección de fútbol de Paraguay.

## Trayectoria
Alderete comenzó en las inferiores del club Cerro Porteño, jugó para la sub-20 en la Copa Libertadores Sub-20 de 2016 entre enero y febrero de 2016 donde anotó un gol (vs. Bolívar) en tres partidos. Meses después, en mayo de 2016, Alderete hizo su debut profesional con el club en una derrota en la primera división paraguaya ante Rubio Ñu. En su tercera aparición en la liga, marcó su primer gol en la categoría absoluta en una victoria a domicilio ante el Club Guaraní el 31 de julio.
En agosto de 2017, Alderete fichó por el Gimnasia y Esgrima de La Plata de la Primera División de Argentina. Su primera aparición fue en un empate 4-4 con Defensa y Justicia el 26 de agosto.
Después de un gol en veintidós partidos con Gimnasia y Esgrima, Alderete completó un traspaso al Club Atlético Huracán al finalizar su cesión.
El 4 de junio de 2019, Alderete acordó para ir al Basilea de la Superliga de Suiza; con el acuerdo que se aprobó oficialmente el 11 de junio. Su debut llegó en la liga ante el FC Sion el 19 de julio, antes de marcar su primer gol cuatro días después en un partido de clasificación de la Liga de Campeones de la UEFA ante el PSV Eindhoven.
El 5 de octubre de 2020 firmó un acuerdo a largo plazo con Hertha de Berlín.
. Hizo su debut en un partido que terminó 2-1 en el Red Bull Arena contra el RB Leipzig el 24 de octubre. Tras una primera temporada en el equipo berlinés, en julio de 2021 fue cedido al Valencia C. F. para el curso 2021-22, guardándose una opción de compra al final del mismo. Esta no se hizo efectiva, pero siguió jugando en España después de llegar al Getafe C. F. con la misma fórmula de préstamo con opción de comprar su pase, que finalmente ejercería el equipo azulón pagando 4 millones de euros.

## Selección nacional

### Categorías inferiores
Alderete ha representado a Paraguay en las categorías sub-17, sub-20 y sub-23. Ganó ocho partidos con la selección sub-17 en el Campeonato Sudamericano de Fútbol Sub-17 de 2013 en Argentina, antes de ganar siete partidos con la selección Sub-20 en el Campeonato Sudamericano Sub-20 de 2015 en Uruguay. En mayo de 2016 jugó cuatro veces para la Sub-23 en el Torneo Esperanzas de Toulon de 2016 en Francia, anotando un gol en la victoria sobre Guinea el 19 de mayo.

### Absoluta
Fue convocado para entrenar con la selección absoluta de Juan Carlos Osorio en 2018. Debutó con ellos el 20 de noviembre en un amistoso contra Sudáfrica; como titular.
Convirtió su primer tanto en la Copa América 2024 contra la selección de Brasil.

#### Participaciones en Eliminatorias al Mundial
| Eliminatorias                    | Resultado    | Partidos | Goles |
| -------------------------------- | ------------ | -------- | ----- |
| Eliminatorias Sudamericanas 2022 | No clasificó | 8        | 0     |
| Eliminatorias Sudamericanas 2026 | En disputa   | 9        | 2     |

#### Participaciones en Copa América
| Copa              | Sede           | Resultado        | Partidos | Goles |
| ----------------- | -------------- | ---------------- | -------- | ----- |
| Copa América 2021 | Brasil         | Cuartos de final | 2        | 0     |
| Copa América 2024 | Estados Unidos | Fase de grupos   | 3        | 1     |

#### Goles en la selección
| Goles con la Selección de Paraguay | Goles con la Selección de Paraguay | Goles con la Selección de Paraguay | Goles con la Selección de Paraguay | Goles con la Selección de Paraguay | Goles con la Selección de Paraguay | Goles con la Selección de Paraguay | Goles con la Selección de Paraguay | Goles con la Selección de Paraguay |
| Resultados                         | Resultados                         | Resultados                         | Resultados                         | Lugar                              | Estadio                            | Fecha                              | Torneo                             | Goles                              |
| ---------------------------------- | ---------------------------------- | ---------------------------------- | ---------------------------------- | ---------------------------------- | ---------------------------------- | ---------------------------------- | ---------------------------------- | ---------------------------------- |
| Paraguay                           | 1                                  | 4                                  | Brasil                             | Paradise                           | Allegiant Stadium                  | 28 de junio de 2024                | Copa América 2024                  | 1 gol                              |
| Paraguay                           | 2                                  | 1                                  | Argentina                          | Asunción                           | Estadio Defensores del Chaco       | 14 de noviembre de 2024            | Eliminatorias Sudamericanas 2026   | 1 gol                              |
| Paraguay                           | 1                                  | 0                                  | Chile                              | Asunción                           | Estadio Defensores del Chaco       | 20 de marzo de 2025                | Eliminatorias Sudamericanas 2026   | 1 gol                              |

Para un total de 3 goles.

## Estadísticas

### Clubes
Actualizado al último partido disputado el 4 de noviembre de 2024.
| Club                                  | Div.          | Temporada     | Liga  | Liga  | Copas nacionales | Copas nacionales | Copas internacionales | Copas internacionales | Total | Total |
| Club                                  | Div.          | Temporada     | Part. | Goles | Part.            | Goles            | Part.                 | Goles                 | Part. | Goles |
| ------------------------------------- | ------------- | ------------- | ----- | ----- | ---------------- | ---------------- | --------------------- | --------------------- | ----- | ----- |
| Cerro Porteño Paraguay                | 1.ª           | 2016          | 8     | 1     | 0                | 0                | 4                     | 0                     | 12    | 1     |
| Cerro Porteño Paraguay                | 1.ª           | 2017          | 9     | 0     | 0                | 0                | 1                     | 0                     | 10    | 0     |
| Cerro Porteño Paraguay                | Total club    | Total club    | 17    | 1     | 0                | 0                | 5                     | 0                     | 22    | 1     |
| Gimnasia y Esgrima La Plata Argentina | 1.ª           | 2017-18       | 22    | 1     | 0                | 0                | ―                     | ―                     | 22    | 1     |
| Gimnasia y Esgrima La Plata Argentina | Total club    | Total club    | 22    | 1     | 0                | 0                | 0                     | 0                     | 22    | 1     |
| C. A. Huracán Argentina               | 1.ª           | 2017-18       | 0     | 0     | 1                | 0                | ―                     | ―                     | 1     | 0     |
| C. A. Huracán Argentina               | 1.ª           | 2018-19       | 8     | 0     | 2                | 0                | 5                     | 0                     | 15    | 0     |
| C. A. Huracán Argentina               | Total club    | Total club    | 8     | 0     | 3                | 0                | 5                     | 0                     | 16    | 0     |
| F. C. Basilea · Suiza                 | 1.ª           | 2019-20       | 28    | 2     | 6                | 1                | 14                    | 1                     | 48    | 4     |
| F. C. Basilea · Suiza                 | 1.ª           | 2020-21       | 3     | 0     | 0                | 0                | 3                     | 0                     | 6     | 0     |
| F. C. Basilea · Suiza                 | Total club    | Total club    | 31    | 2     | 6                | 1                | 17                    | 1                     | 54    | 5     |
| Hertha Berlín · Alemania              | 1.ª           | 2020-21       | 17    | 0     | 0                | 0                | ―                     | ―                     | 17    | 0     |
| Hertha Berlín · Alemania              | Total club    | Total club    | 17    | 0     | 0                | 0                | 0                     | 0                     | 17    | 0     |
| Valencia C. F. · España               | 1.ª           | 2021-22       | 29    | 2     | 5                | 0                | ―                     | ―                     | 34    | 2     |
| Valencia C. F. · España               | Total club    | Total club    | 29    | 2     | 5                | 0                | 0                     | 0                     | 34    | 2     |
| Getafe C. F. · España                 | 1.ª           | 2022-23       | 25    | 1     | 3                | 0                | ―                     | ―                     | 28    | 1     |
| Getafe C. F. · España                 | 1.ª           | 2023-24       | 31    | 0     | 4                | 0                | ―                     | ―                     | 35    | 0     |
| Getafe C. F. · España                 | 1.ª           | 2024-25       | 11    | 0     | 0                | 0                | ―                     | ―                     | 11    | 0     |
| Getafe C. F. · España                 | Total club    | Total club    | 67    | 1     | 7                | 0                | 0                     | 0                     | 74    | 1     |
| Total carrera                         | Total carrera | Total carrera | 191   | 7     | 21               | 1                | 27                    | 1                     | 239   | 9     |

## Palmarés

### Distinciones individuales
| Distinción                                                                                     | Año  |
| ---------------------------------------------------------------------------------------------- | ---- |
| Parte del Golden 11 de la Superliga de Suiza 2019-20                                           | 2019 |
| Parte del XI Ideal de la Fecha 6 de la Eliminatorias Sudamericanas 2022, por Conmebol          | 2021 |
| Parte del XI Ideal de la Fecha 7 de las Eliminatorias Sudamericanas 2022, por 365Scores        | 2021 |
| Parte del XI Ideal de la Fecha 11 de las Eliminatorias Sudamericanas 2022, por Conmebol        | 2021 |
| Parte del XI Ideal de las Fechas 11 y 12 de las Eliminatorias Sudamericanas 2026, por Conmebol | 2024 |
| Parte del «Team of the Week: 4» de LaLiga 2024-25, por Sofascore                               | 2024 |
| Parte del XI ideal de la Jornada 24 de LaLiga 2024-25, según el diario Marca                   | 2025 |